# Nagda
Nagda (नागदा) antigament Naaghrida o Nagadraha és un poble del Rajasthan al districte d'Udaipur a 23 km al nord d'Udaipur (Rajasthan). La ciutat és molt propera a Eklingji amb un complex de temples. Fou la primera capital de l'antic principat de Mewar. La fundació correspon a Nagaditya de Guhilot al segle vi (vers 626). Fou saquejada per Iltimish entre 1222 i 1229. Entre els monuments de la ciutat el temple jain d'Abduji construït en temps del rana Khumba Singh, avui en ruïnes, però d'arquitectura interessant i amb un ídol únic a la capella i una gran imatge del santó Shanti Nath d'uns 3 metres. A poca distància (uns 500 metres) els temples vaishnavites bessons de Sas Bahu (Temple de la Sogre i Temple de la Cunyada, el primer molt més gran que l'altra), dedicats a Vixnu, del segle x, amb escultures gravades de gran bellesa i complicació, que corresponen a escenes del Ramayana i imatges de Brahma, Xiva i Vixnu; les columnes són esplèndides i la cel·la octagonal està decorada amb vuit figures femenines; el temple de Sas té una arcada al seu frontal i a la part oriental dels dos temples hi ha una cisterna; l'accés és per un llindar amb els llindars tallats i un arc multi lobulat al centre. A l'entorn de Sas hi ha deu capelles menors i quatre temples a l'entorn de Bahu. Al llac proper hi ha alguns temples submergits.